# Lago Lahontan

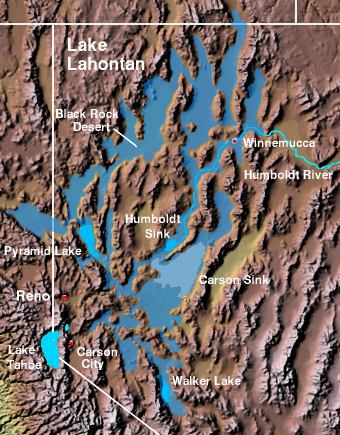
Estensione preistorica del Lago Lahontan

Il lago Lahontan (Lake Lahontan in lingua inglese) è stato un grande lago che durante il Pleistocene ha occupato il bacino endoreico omonimo, situato prevalentemente nel Nevada settentrionale ed è parte del Gran Bacino.

## Storia
Al suo massimo, raggiunto circa 12700 anni fa (durante un periodo indicato come Sehoo Highstand), il lago raggiungeva una superficie superiore ai 22000 km². La sua profondità raggiungeva i 270 m in corrispondenza dell'attuale Lago Pyramid e i 150 m in corrispondenza del Deserto Black Rock. Durante l'ultima era glaciale, il Lahontan fu uno dei laghi di maggiore estensione dell'America settentrionale.
Cambiamenti climatici occorsi alla fine del Pleistocene condussero ad un graduale prosciugamento dell'antico lago, che scomparve quasi nella sua interezza circa 9000 anni fa. Mentre la quantità d'acqua progressivamente si riduceva, il lago si frammentò in una serie di bacini più piccoli, la maggior parte dei quali si prosciugò rapidamente, lasciando solo delle aree aride pianeggianti. Tra queste vanno inclusi il Deserto Black Rock, il Carson Sink e l'Humboldt Sink. Le ultime maggiori riserve idriche naturali presenti nel bacino sono il Lago Pyramid e il Lago Walker. Il Lago Winnemucca è prosciugato dagli anni trenta del Novecento e il Lago Honey periodicamente si inaridisce. L'antica costa lacustre è evidenziata da formazioni geologiche di travertino.
Sorprendentemente, si ritiene che l'apporto idrico verso il lago non fosse maggiore durante il Pleistocene rispetto a quello odierno. Avrebbe subito invece un netto incremento il tasso di evaporazione delle acque.
Le testimonianze archeologiche indicano che i primi insediamenti umani nella regione avvennero lungo le coste del lago Lahontan.
Nel lago si sarebbe evoluta la trota Lahontan (Oncorhynchus clarki henshawi), nutrendosi di Catostomidae e Gila bicolor. La trota sopravvive nei fiumi tributari del Gran Bacino ed è stata reintrodotta nei laghi Pyramid e Walker dopo che vi era stata portata all'estinzione durante il XX secolo.